# 白石運河

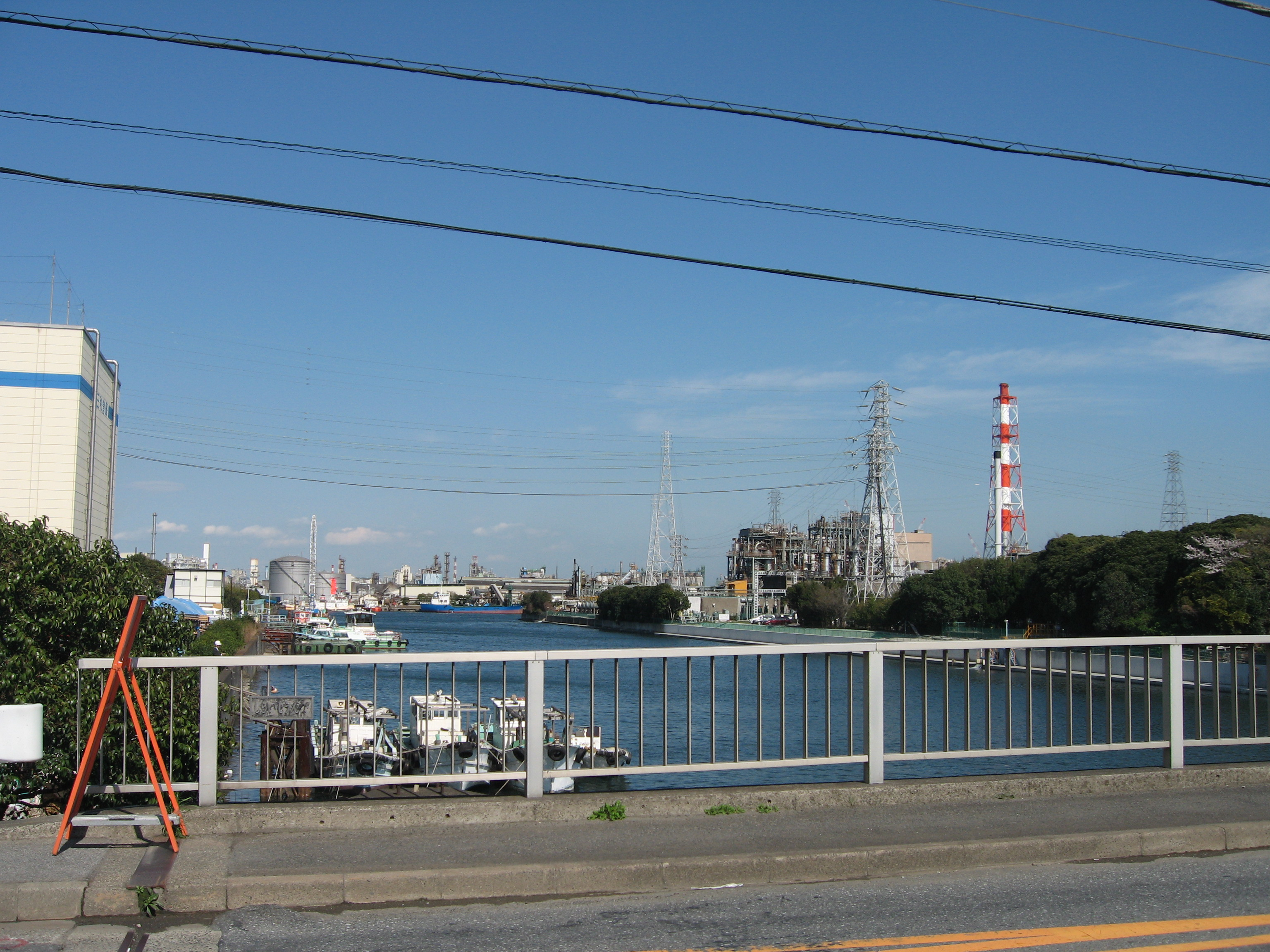
白石運河。大川橋より、2007年3月30日撮影。

白石運河（しらいしうんが）は、神奈川県川崎市川崎区に存在する運河。京浜工業地帯である川崎区南側の埋立地を通っている。

## 地理

### 隣接している区画・運河

#### 区画
- 白石町
- 大川町

#### 運河
- 田辺運河
- 境運河

## 運河データ
- 起点:田辺運河との合流点（白石町南東岸）
- 終点:白石町南西岸
- 長さ:630メートル[1]
- 幅:65メートル[1]
- 水深:1～3メートル[1]

この水域は運河であると同時に、「白石運河泊地」という名称もついている。

## 命名由来
隣接する区画「白石町」に由来する。

## 白石運河に架かる橋
- 大川橋